# Treoza
Treoza – organiczny związek chemiczny z grupy węglowodanów. Jest to cukier prosty z grupy aldoz o czterech atomach węgla (tetroza). Treoza jest więc aldotetrozą. Występuje w dwóch formach enancjomerycznych (D i L).